# ソコ J-20
ソコ J-20
ソコ J-20
- 用途：戦闘爆撃機
- 設計者：ユーゴスラビア航空技術研究所（Vazduhoplovno Tehnicki Institut：VTI）
- 製造者：ソコ
- 運用者：ユーゴスラビア社会主義連邦共和国空軍
- 初飛行：1964年
- 生産数：85機

ソコ J-20（Soko J-20 Kraguj）は、1964年に初飛行を行ったユーゴスラビアの単座小型地上攻撃機、COIN機である。

## 設計
J-20は長方形の翼平面形を持つ古典的なセミモノコックの全金属製構造の機体で、パイロットは暖房/空調付の密閉式コクピットの中の調節式座席に搭乗する。キャノピーは後方スライド開閉式で、固定式の降着装置には衝撃を緩和するゴム製ダンパー、主車輪には油圧式ブレーキを備えている。
エンジンの1つには出力245 kW のライカミング製GSO-480-B1A6 レシプロエンジンがあり、ハーツェル・プロペラ社製の3枚可変ピッチプロペラHC-B3Z20-1/10151C-5を駆動し、2本の特別設計の放熱管によりエンジンの冷却が図られている。164 kg 容量のゴム製燃料タンク2個により完全武装状態で623 km の航続距離を実現している。直流27 Vの電力が 1,5 kW の発電機とバッテリーから供給され、風防の曇り止めと防氷は温風と燃料の噴射によりなされている。

## 運用
J-20は昼夜間に広範囲の目視可能な地上目標に対する低空作戦任務に特化して設計された。特に山間部の特別な設備の無い臨時の飛行場でも臨機応変に兵装や補給品を簡単に搭載できるように考えられており、短距離の不整地滑走路やスキーを取り付ければ積雪地からでさえも運用が可能であった。本機は「パルチザンの飛行機」とも呼ばれた。
Kraguj P-2は近接支援任務を主目的にしていたが、操縦士の昼夜間の目視飛行訓練、地上目標に対する照準、ミサイル発射、爆撃訓練にも使用された。

## 武装
固定武装は各650発の弾倉を持つ2丁の7.7 mm コルト・ブローニングMk.II 機関銃とコックピット内の光学式照準器で、戦闘任務用に爆弾と2基の57 mm と2基の 128 mm (HVAR-5) 空対地ロケット弾発射器を機外に搭載することができる。主翼下面のパイロンのアダプターは無誘導爆弾から12連装57 mm空対地ロケット弾発射器へ使用する兵装構成を切り替えることができる。クラスター爆弾や128 mm 空対地ロケット弾を搭載することも可能である。

## 運用国
ユーゴスラビア

## 要目
(J-20) Jane's All the World's Aircraft 1969-70 
- 乗員：1名
- 全長：7.93 m (26 ft 0¼ in)
- 全幅：10.64 m (34 ft 11 in)
- 全高：3.00 m (9 ft 10in)
- 翼面積：17.0 m² (183 ft²)
- 翼型：NACA 4415
- 空虚重量：1,130 kg (2,941 lb)
- 最大離陸重量：1,624 kg (3,580 lb)
- エンジン：1 × ライカミング GSO-480-B1A6 水平対向6気筒 空冷エンジン、254 kW (340 hp)
- 最大速度：295 km/h (159 knots, 183 mph) at 1,500 m (5,000 ft)
- 巡航速度：280 km/h (151 knots, 174 mph)
- 失速速度：88 km/h (48 knots 55 mph)
- 航続距離：800 km (475 NM, 500 mi)
- 巡航高度：8000 m[citation needed] (26,250 ft)
- 上昇率：8.0 m/s (1,575 ft/min)

- 武装：
  - 機銃：2 × 7.7 mm ブローニングMk.II 機関銃（各650発）
  - ロケット弾：2 × 12 発ロケットパック 又は 6 × 57 mm か 127 mm ロケット弾
  - 爆弾：2 × 100 kg (220 lb) 爆弾